# Sõmerpalu
Sõmerpalu är en ort i Estland. Den ligger i Sõmerpalu kommun och landskapet Võrumaa, i den södra delen av landet, 210 km sydost om huvudstaden Tallinn. Sõmerpalu ligger 87 meter över havet och antalet invånare är 413.
Terrängen runt Sõmerpalu är platt. Runt Sõmerpalu är det mycket glesbefolkat, med 7 invånare per kvadratkilometer. Närmaste större samhälle är Võru, 11,6 km öster om Sõmerpalu. I omgivningarna runt Sõmerpalu växer i huvudsak blandskog.